# Baytown
Baytown est une ville américaine majoritairement dans le comté de Harris et partiellement dans le comté de Chambers au Texas. Elle est située sur les côtes du golfe du Mexique et fait partie de l'aire métropolitaine de Houston-Sugar Land-Baytown.
La population de la ville est estimée à 68 371 habitants (2005) qui se répartit sur une surface de 85,9 km².

## Histoire

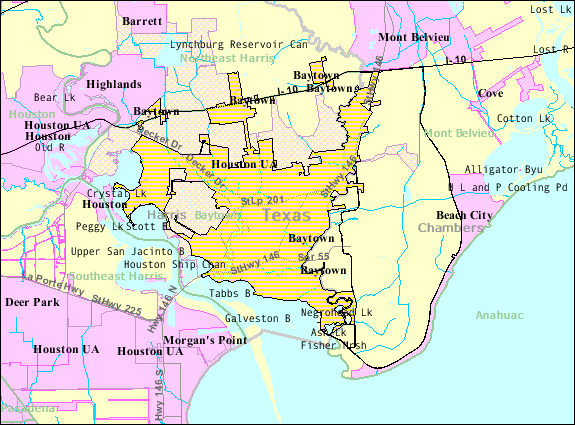
Plan de la ville.

Le site de Baytown a commencé à être colonisé en 1822 quand Nathaniel Lynch installe un ferry pour traverser le fleuve San Jacinto.
La ville de Baytown était à l'origine composée de trois différentes villes : Gosse Creek, Pelly et East Baytown. Ces trois villes ne se réunirent qu'en 1947 pour adopter le nom de Baytown.

## Géographie
La ville est entourée sur trois côtés par de l'eau avec au sud et à l'ouest la baie de Galveston et à l'est un bayou (Cedar Bayou). Au nord la ville est bordée par l'interstate 10

## Activités économiques

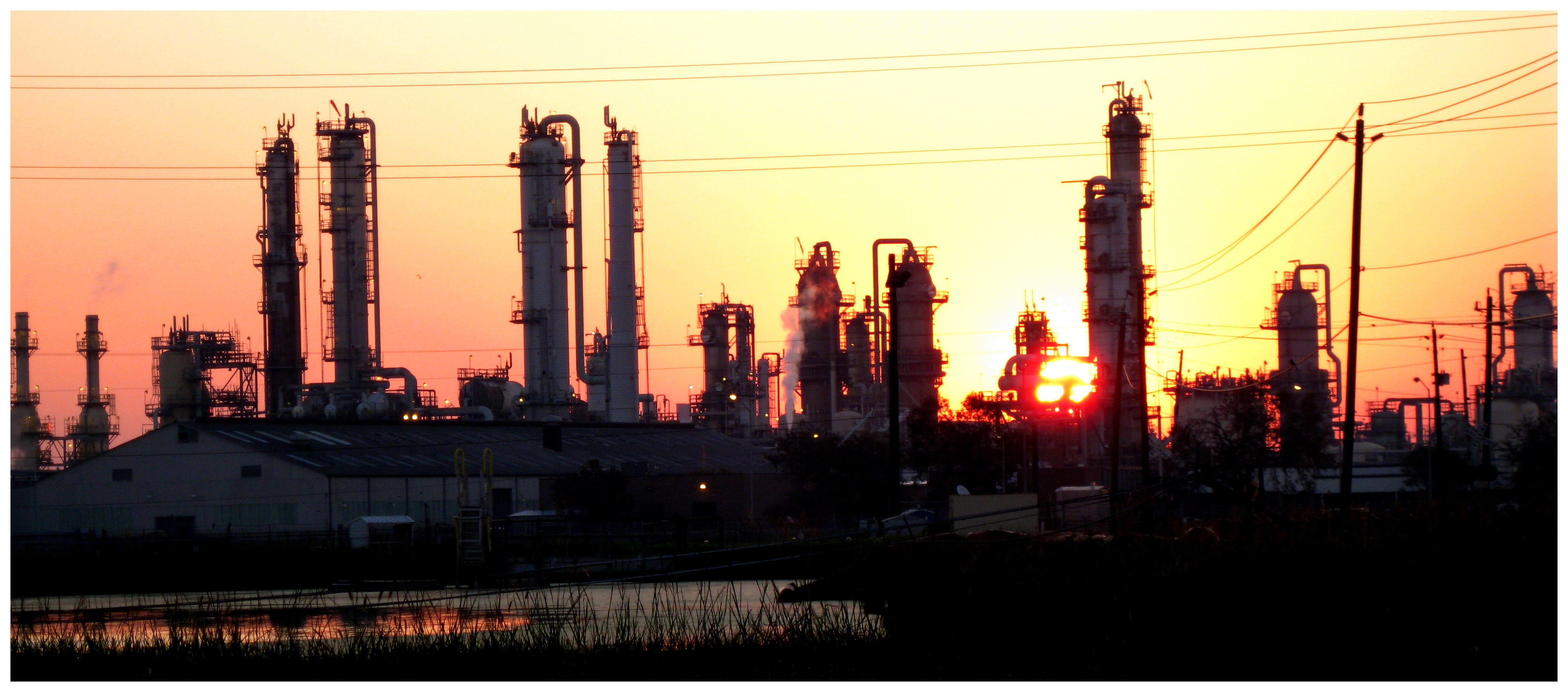
Industrie chimique à Baytown.

Le pétrole découvert dans la région a permis le développement de la ville (ExxonMobil possède sa plus grande raffinerie à Baytown).
Un grand centre commercial (San Jacinto Mall) a permis de développer l'activité commerciale.
Un circuit automobile (Houston Raceway Park) a été construit dans la ville.